# 日本文化体験交流塾
特定非営利活動法人日本文化体験交流塾（にほんぶんかたいけんこうりゅうじゅく）は、2019年3月現在、日本最大の通訳案内士団体（会員数1,777名）。「日本文化の継承・発展・創造」をスローガンに、ガイド研修、日本文化研修等を行っている。実施組織として2013年にTrue Japan Tour株式会社を設立し、訪日外国人向けのツアーや文化体験を提供している。

## 歴史
- 2008年8月 特定非営利活動法人日本文化体験交流塾設立

## 理事
- 理事長 米原良三
- 副理事長 山口和加子
- 副理事長 上原護
- 専務理事 菊地くに子
- 常務理事 米原大介
- 常務理事 土屋雄三
- 理事 宍戸俊信（小山貢山）